# 大島さくら子
大島 さくら子（おおしま さくらこ）は、日本の著作家、英会話講師、語学学習コーチ／コンサルタント、通訳、語学ライター。英検1級、TOEIC®（LR 990/SW 400）満点。株式会社オフィスビー・アイ代表取締役。慶応義塾大学法学部政治学科卒業、テンプル大学ジャパン教養学部アジア学科卒業、東京都出身。叔母は生化学者で日本科学協会会長の大島美恵子。

## 経歴
東京都生まれ。学習院女子短期大学（現：学習院女子大学）家庭生活科被服学科卒業。
大学卒業後に（株）サンリオに入社、人事部勤務。その後、英語講師にキャリア変更。
1993年（平成5年）イギリスのオックスフォード大学に留学、イギリス学課程修了（１Academic Year）。1年間留学した。
その後ドイツに3ヶ月、ハワイと東京を行ったり来たりする生活を3年続けた。
1997年（平成9年）週刊ST（ジャパンタイムズ社）にて「正統派のTOEIC®」連載開始（2002年終了）。
2003年（平成15年）テンプル大学ジャパン教養学部アジア学科を卒業（最優等）。
社会人として10年ほど経過してから短大卒の編入だった。英語論文の書き方のコースで基礎を徹底的に学ぶことができ、すべての科目の課題や試験がエッセイだったことで、論理的に書く力が鍛えられた。
2003年（平成15年）慶応義塾大学法学部政治学科に学士入学。仕事をフルにしながら通信教育課程で7年かけて卒業した。
2006年（平成18年）ベレ出版から初の著書『中級からの英文法』を出版。以後、毎年1冊のペースで語学ライターとして著書を出版し続け、雑誌等でのコラム執筆活動を行う。
2009年（平成21年）Wall Street Journal Japanにてコラム「世界のCEOに学ぶ実践英会話」と「ビジネス英文Eメール」の2本同時連載開始（2013年連載終了・全97回）。
2021年（令和3年）9月13日、メルマガ『さくら子先生のアメリカ人気テレビトーク番組から学ぶ英語表現！』が創刊。アメリカABCテレビで放送中の『The View』を中心に、PodcastやYouTubeで無料配信されているトーク番組やニュースを視聴して、今使われている英語をレッスンに積極的に取り入れるようにする。
2022年（令和4年）1月20日、YouTube番組『Rie & Sakurako - Bilingual Chatterbox 理恵・さくらこのバイリンガルおしゃべりライブ』放送開始。毎月、英語プロフェッショナルの2人が、ブリスベンと東京をつないで有意義な情報を提供する。
著作に『日本人に共通するビジネス英語のミス』（ジャパン・タイムズ）、『的確に伝わる英文ビジネスEメール例文集』『数量表現の英語トレーニングブック』（ベレ出版）、『世界のCEOに学ぶビジネス英会話上達術』『絶対に使える英文eメール作成術』（角川SSC新書）等がある。
現在は、講師歴が約30年。各種企業や団体で、ビジネス英語研修を中心に幅広く講座を実施する。

## 人物
- 英検1級、TOEIC®(LR 990/SW 400)満点[1]。
- 好きな言葉は「Go confidently in the direction of your dreams! Live the life you've imagined.」。自信を持って夢に向って進み、思い描いた人生を生きろ。ヘンリー・ソロー(1817-1862)。
- 叔母は生化学者で日本科学協会会長の大島美恵子。

## 講義内容
- 英語の4つの技能：「Listening」「Reading」「Speaking」「Writing」すべてをバランスよく伸ばす[3]。
- 英語の総合力をアップ[3]。
- 英文ビジネスe-mailの書き方、電話応対、会議で使える英語などの各スキルに特化[3]。
- 一般英会話、海外のニュースやインタビューの英語から学ぶ講座[3]。

## 作品
※ 国立国会図書館「大島さくら子」調べにて

### 著書
- 『中級からの英文法 (CD book)』（ベレ出版、2006年10月1日）　ISBN 978-4860641351
- 『シーン別本当に使える実践ビジネス英会話 (CD book)』（スティーブ・バーンスティンと共著、ベレ出版、2008年1月8日）　ISBN 978-4860641801
- 『絶対に使える英文eメール作成術』（角川SSコミュニケーションズ、2009年1月1日）　ISBN 978-4827550610
- 『数量表現の英語トレーニングブック (CD book)』（ベレ出版、2009年10月20日）　ISBN 978-4860642433
- 『会社でよく使う順電話のひと言英会話 (CD book)』（中経出版、2010年3月16日）　ISBN 978-4046026361
- 『世界のCEOに学ぶビジネス英会話上達術』（角川マガジンズ、2012年1月10日）　ISBN 978-4047315655
- 『的確に伝わる英文ビジネスEメール例文集』（ベレ出版、2012年3月1日）　ISBN 978-4860643157
- 『日本人に共通するビジネス英語のミス (Business English NEXTシリーズ)』（ジャパンタイムズ、2012年8月17日）　ISBN 978-4789014977
- 『ビジネス英語4週間集中プログラム : 会話、リスニング、文法を一気に学ぶ!』（ダイヤモンド社、2013年8月23日）　ISBN 978-4478023709
- 『前置詞の意味と使い分けがわかるマスターブック』（ベレ出版、2014年5月23日）　ISBN 978-4860643966
- 『アウトプット力をつける中学英語の基本文型』（KADOKAWA、2015年4月15日）　ISBN  978-4046006622
- 『会社でよく使うミーティングのひと言英語フレーズ (CD book)』（KADOKAWA、2016年3月18日）　ISBN 978-4046006738
- 『「ベルサイユのばら」の英語 : 名場面、名セリフで楽しむ』（大島さくら子 セリフ英訳・解説、小学館、2017年2月14日）　ISBN 978-4093105422
- 『ビジネス英語のプロが教える!会話がはずむスマートフレーズ&トピック (音声DL付)』（スティーブ・バーンスティンと共著、ベレ出版、2019年8月22日）　ISBN 978-4860645908
- 『ビジネスで1番よく使う電話&オンライン英会話 : 受け答えからマナーまで (BIZ No.1)』（Jリサーチ出版、2021年5月22日）　ISBN 978-4863925182

### 監修
- 『仕事で使う電話&メールの英語 (基礎から学ぶ語学シリーズ)』（Nobu Yamada 著、学研教育出版、2011年4月1日）　ISBN 978-4053030184

### 映像
- 『ビジネス英文Eメール講座 : 演習つき disc 1 英文Eメールの基本と状況別対応 1 (Cicom Brains映像講座シリーズ)』（サイコム・ブレインズ・ラーニングメディア）
- 『ビジネス英文Eメール講座 : 演習つき disc 2 状況別対応 2 (Cicom Brains映像講座シリーズ)』（サイコム・ブレインズ・ラーニングメディア）
- 『ビジネス英文Eメール講座 : 演習つき disc 3 状況別対応 3 (Cicom Brains映像講座シリーズ)』（サイコム・ブレインズ・ラーニングメディア）
- 『スキットで学ぶ電話のビジネス英会話 : もう外国人との電話は怖くない! disc 1 基本的な応対 1 (Cicom Brains映像講座シリーズ)』（サイコム・ブレインズ・ラーニングメディア）
- 『スキットで学ぶ電話のビジネス英会話 : もう外国人との電話は怖くない! disc 2 基本的な応対 2 (Cicom Brains映像講座シリーズ)』（サイコム・ブレインズ・ラーニングメディア）
- 『スキットで学ぶ電話のビジネス英会話 : もう外国人との電話は怖くない! disc 3 応用編 (Cicom Brains映像講座シリーズ)（サイコム・ブレインズ・ラーニングメディア）

## 出演

### 新聞
- 『Wall Street Journal Japan』
  - 「世界のCEOに学ぶ実践英会話」コラム連載（2009年～2013年）
  - 「ビジネス英文Eメール」コラム連載（2009年～2011年）

### 雑誌
- 『日本機械学会誌』（日本機械学会）
- 『週刊エコノミスト』（毎日新聞出版）
- 『週刊ST』（ジャパン・タイムズ社）
  - 「正統派のTOEIC®」コラム連載（1997年～2002年）

### インターネット放送
- 『Rie & Sakurako - Bilingual Chatterbox 理恵・さくらこのバイリンガルおしゃべりライブ』（YouTube、2022年～現在）